# Schwarzschild (cráter)

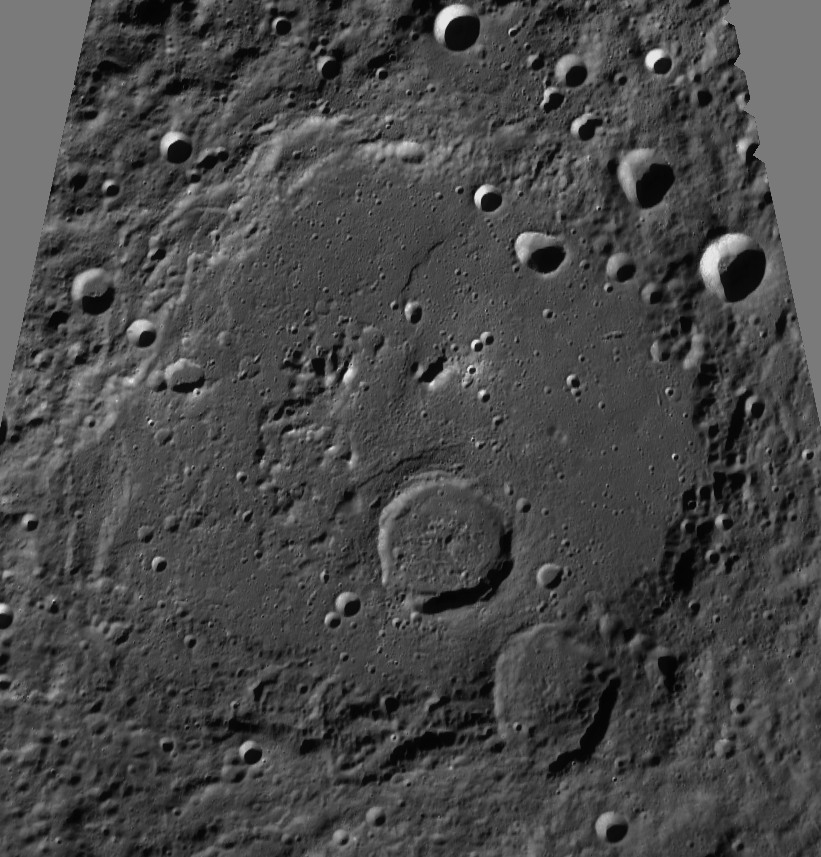
Mosaico LRO

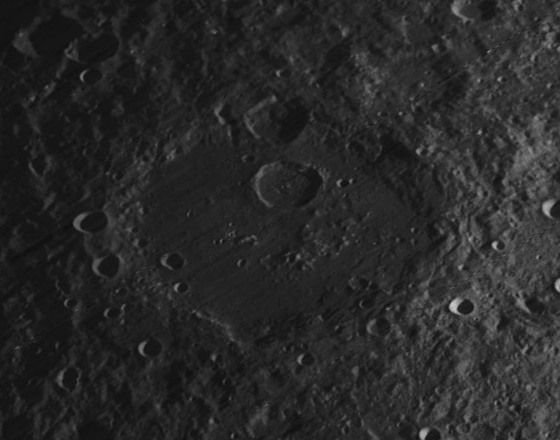
Fotografía de la misión Lunar Orbiter 4 (1967)

Schwarzschild es un gran cráter de impacto ubicado en la parte norte de la cara oculta de la Luna. Los cráteres más cercanos son Seares al noreste, y Gamow al sureste.
El borde exterior algo irregular de Schwarzschild ha sido cubierto por muchos cráteres de impacto más pequeños, incluyendo especialmente a Schwarzschild K atravesando el sector sudeste y Schwarzschild D en el lado noreste. El borde es aproximadamente de forma circular, con una protuberancia hacia el exterior en el lado suroeste. El borde ha sido suavizado y modificado por la erosión de otros impactos, particularmente al noreste. Apenas al noreste de Schwarzschild K se localiza una cadena corta de pequeños cráteres situados a través del borde y de la pared interna de Schwarzschild.
El suelo interior de Schwarzschild es relativamente nivelado en comparación con el accidentado terreno exterior, y es particularmente plano en la mitad norte-noreste. Presenta una región de crestas bajas e irregulares al oeste del punto medio. En la parte sureste del suelo se encuentra el cráter satélite Schwarzschild L, y alrededor de este cráter interior se encuentra una rampa formada a partir del material eyectado durante su formación.

## Cráteres satélite
Por convención estos elementos son identificados en los mapas lunares poniendo la letra en el lado del punto medio del cráter que está más cercano a Schwarzschild.
|               | \| Schwarzschild \| Coordenadas \| Diámetro \| \| ------------- \| ------------------------------ \| -------- \| \| A \| 78°42′N 124°00′E / 78.7, 124.0 \| 50 km \| \| D \| 71°54′N 132°24′E / 71.9, 132.4 \| 24 km \| \| K \| 67°30′N 125°00′E / 67.5, 125.0 \| 45 km \| \| L \| 69°18′N 122°06′E / 69.3, 122.1 \| 45 km \| \| Q \| 66°18′N 108°54′E / 66.3, 108.9 \| 19 km \| \| S \| 67°48′N 104°42′E / 67.8, 104.7 \| 17 km \| \| T \| 69°54′N 107°42′E / 69.9, 107.7 \| 16 km \| |          |
| Schwarzschild | Coordenadas | Diámetro |
| A             | 78°42′N 124°00′E / 78.7, 124.0 | 50 km    |
| D             | 71°54′N 132°24′E / 71.9, 132.4 | 24 km    |
| K             | 67°30′N 125°00′E / 67.5, 125.0 | 45 km    |
| L             | 69°18′N 122°06′E / 69.3, 122.1 | 45 km    |
| Q             | 66°18′N 108°54′E / 66.3, 108.9 | 19 km    |
| S             | 67°48′N 104°42′E / 67.8, 104.7 | 17 km    |
| T             | 69°54′N 107°42′E / 69.9, 107.7 | 16 km    |